# Rakouská fotbalová reprezentace
Rakouská fotbalová reprezentace reprezentuje Rakousko na mezinárodních fotbalových akcích, jako je mistrovství světa nebo mistrovství Evropy.

## Mistrovství světa
Seznam zápasů rakouské fotbalové reprezentace na MS
| Rok    | Účast                                           | Soupisky |
| ------ | ----------------------------------------------- | -------- |
| 1930   | Ne                                              | –        |
| 1934   | Prohra v zápase o bronz s Německem              | Soupiska |
| 1938   | Anšlus                                          | –        |
| 1950   | Vzdali se účasti                                | –        |
| 1954   | Bronzová medaile                                | Soupiska |
| 1958   | Nepostoupili ze skupiny                         | Soupiska |
| 1962   | Vzdali se účasti                                | –        |
| 1966   | Nepostoupili z kvalifikace                      | –        |
| 1970   | Nepostoupili z kvalifikace                      | –        |
| 1974   | Nepostoupili z kvalifikace                      | –        |
| 1978   | Nepostoupili ze semifinálové skupiny            | Soupiska |
| 1982   | Nepostoupili ze semifinálové skupiny            | Soupiska |
| 1986   | Nepostoupili z kvalifikace                      | –        |
| 1990   | Nepostoupili ze skupiny                         | Soupiska |
| 1994   | Nepostoupili z kvalifikace                      | –        |
| 1998   | Nepostoupili ze skupiny                         | Soupiska |
| 2002   | Nepostoupili z kvalifikace                      | –        |
| 2006   | Nepostoupili z kvalifikace                      | –        |
| 2010   | Nepostoupili z kvalifikace                      | –        |
| 2014   | Nepostoupili z kvalifikace                      | –        |
| 2018   | Nepostoupili z kvalifikace                      | –        |
| 2022   | Nepostoupili z kvalifikace                      | –        |
| Celkem | účast – 7× zlato – 0×, stříbro – 0×, bronz – 1× |          |

## Mistrovství Evropy
Seznam zápasů rakouské fotbalové reprezentace na Mistrovství Evropy
| Rok     | Účast                                           | Soupisky |
| ------- | ----------------------------------------------- | -------- |
| 1960    | Nepostoupili z kvalifikace                      | –        |
| 1964    | Nepostoupili z kvalifikace                      | –        |
| 1968    | Nepostoupili z kvalifikace                      | –        |
| 1972    | Nepostoupili z kvalifikace                      | –        |
| 1976    | Nepostoupili z kvalifikace                      | –        |
| 1980    | Nepostoupili z kvalifikace                      | –        |
| 1984    | Nepostoupili z kvalifikace                      | –        |
| 1988    | Nepostoupili z kvalifikace                      | –        |
| 1992    | Nepostoupili z kvalifikace                      | –        |
| 1996    | Nepostoupili z kvalifikace                      | –        |
| 2000    | Nepostoupili z kvalifikace                      | –        |
| 2004    | Nepostoupili z kvalifikace                      | –        |
| 2008    | Nepostoupili ze skupiny                         | Soupiska |
| 2012    | Nepostoupili z kvalifikace                      | –        |
| 2016    | Nepostoupili ze skupiny                         | Soupiska |
| ME 2020 | Vyřazení v osmifinále Itálii                    | Soupiska |
| 2024    | Vyřazení v osmifinále Tureckem                  | Soupiska |
| Celkem  | účast – 4× zlato – 0×, stříbro – 0×, bronz – 0× |          |

## Trenéři rakouské fotbalové reprezentace
- 1968-1975 – Leopold Stastny
- 1975-1975 – Branko Elsner
- 1976-1978 – Helmut Senekowitsch
- 1978-1981 – Karl Stotz
- 1982-1982 – Felix Latzke a Georg Schmidt (prozatímní)
- 1982-1984 – Erich Hof
- 1984-1987 – Branko Elsner (Slovinsko)
- 1988-1990 – Josef Hickersberger
- 1990-1992 – Alfred Riedl
- 1992-1992 – Ernst Happel
- od 8. 1. 1993 do 29. 3. 1999 – Herbert Prohaska
- od 13. 4. 1999 do 21. 11. 2001 – Otto Barić (Chorvatsko)
- od 21. 1. 2002 do 28. 9. 2005 – Hans Krankl
- od 29. 9. 2005 do 31. 12. 2005 – Willi Ruttensteiner
- od 1. 1. 2006 do 23. 6. 2008 – Josef Hickersberger
- od 25. 7. 2008 do 2. 3. 2009 – Karel Brückner
- od 4. 3. 2009 – Dietmar Constantini